# Herrera del Duque
Herrera del Duque ist ein Ort und eine Gemeinde (municipio) mit noch 3.399 Einwohnern (Stand: 2024) im Südosten der spanischen Provinz Badajoz in der Autonomen Gemeinschaft Extremadura.

## Lage
Herrera del Duque liegt ca. 135 Kilometer ostnordöstlich von Mérida in einer Höhe von ca. 470 m. Die westliche Gemeindegrenze bildet der aufgestaute Guadiana. Das Klima im Winter ist gemäßigt, im Sommer dagegen warm bis heiß; die eher geringen Niederschlagsmengen (ca. 521 mm/Jahr) fallen – mit Ausnahme der nahezu regenlosen Sommermonate – verteilt über das ganze Jahr.

## Bevölkerungsentwicklung
| Jahr      | 1970 | 1981 | 1991 | 2001 | 2011 | 2021 |
| Einwohner | 4265 | 3812 | 4120 | 3893 | 6469 | 3465 |

Der deutliche Bevölkerungsrückgang seit den 1950er Jahren ist im Wesentlichen auf die Mechanisierung der Landwirtschaft, die Aufgabe bäuerlicher Kleinbetriebe und den damit einhergehenden Verlust an Arbeitsplätzen zurückzuführen (Landflucht).

## Sehenswürdigkeiten
- Johannes-der-Täufer-Kirche
- Marienkapelle (Ermita de Consolacion)

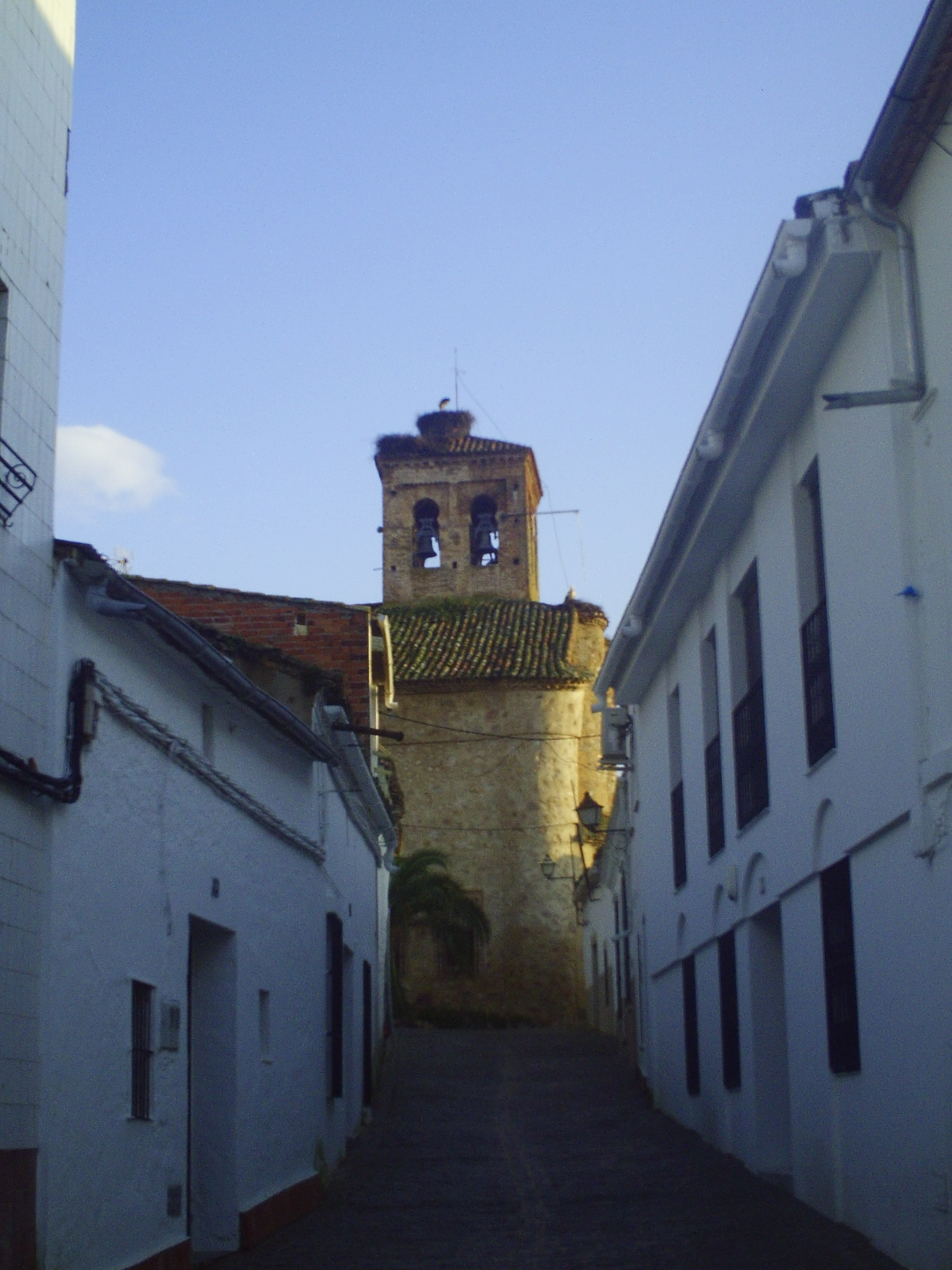
Johannes-der-Täufer-Kirche
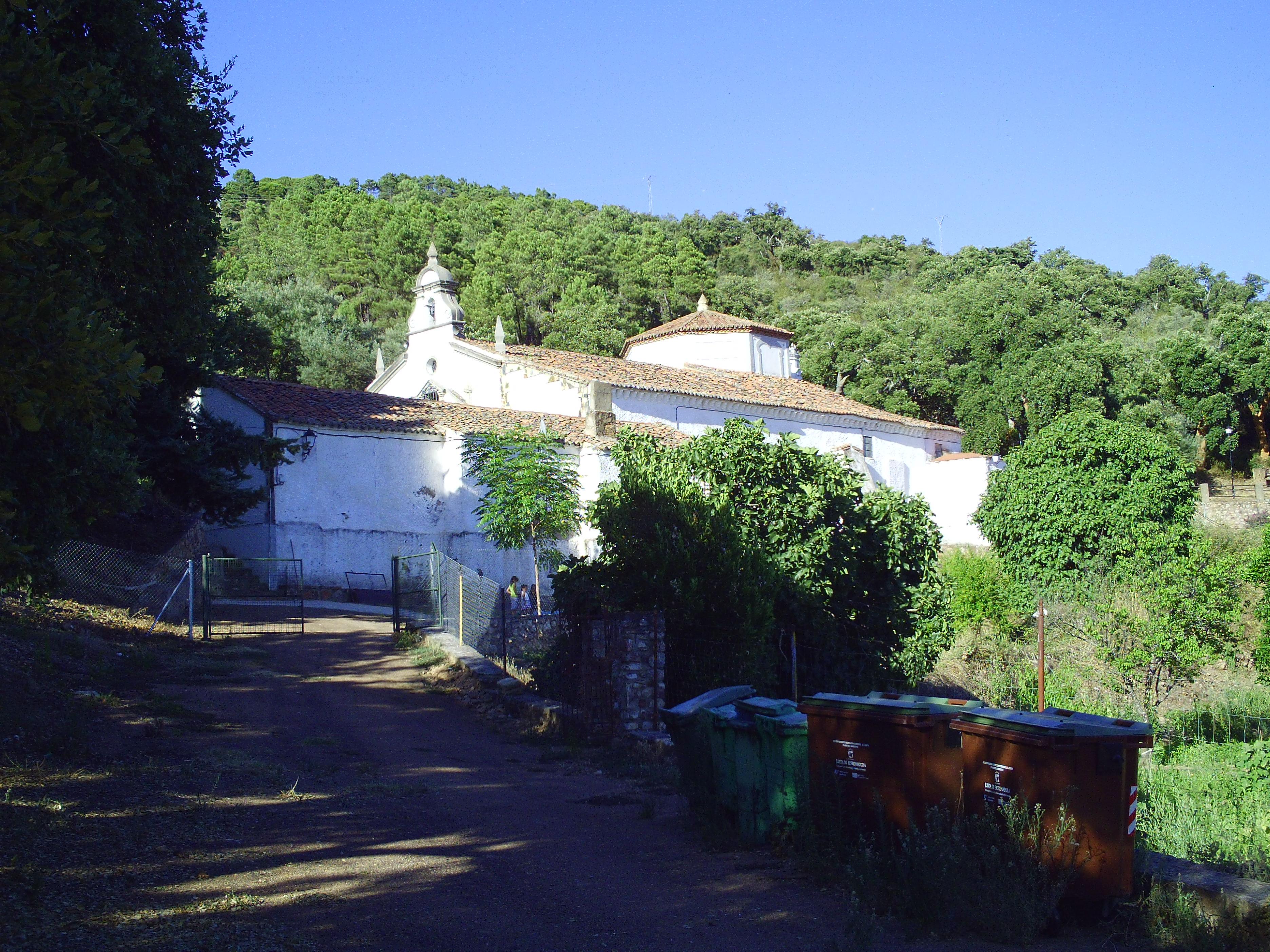
Marienkapelle

## Persönlichkeiten
- Desiderio Vaquerizo Gil (* 1959), Archäologe

## Gemeindepartnerschaft
Mit der italienischen Gemeinde Castiglione in Teverina in der Provinz Viterbo (Lazio) besteht eine Partnerschaft.